# Sin novedad en el Alcázar
Sin novedad en el Alcázar (título original en italiano: L'assedio dell'Alcazar) es una película italiana de 1940 dirigida por Augusto Genina, producida también por España, que narra la historia del asedio del Alcázar de Toledo en julio de 1936 desde el punto de vista de los franquistas sitiados. Reproduce la leyenda del Alcázar de Toledo, incluyendo la ejecución del hijo del coronel José Moscardó antes de que finalizara la conversación telefónica que mantuvo con los sitiadores republicanos y que es una pura invención (Luis Moscardó murió treinta y un días después y en unas circunstancias completamente diferentes: fue víctima de una saca como represalia por un bombardeo de la aviación del bando sublevado que causó la muerte de civiles, incluidos mujeres y niños). En realidad se trata de una película de propaganda (milicianos con caras patibularias fusilando a un oficial del Alcázar de rostro angélico, etc.), en cuya preparación intervinieron militares españoles.

## La película
El título de la versión española responde al famoso y lacónico parte de novedades dado por el coronel Moscardó al general Franco tras ser levantado el asedio del Alcázar de Toledo: «Sin novedad en El Alcázar». Fue rodada en los estudios de Cinecittá de Roma.
El director Augusto Genina dijo en un artículo titulado «Por qué he realizado Sin novedad en el Alcázar» (Primer Plano, núm. 3. Madrid, 3 de noviembre de 1940), que la película era una respuesta a El acorazado Potemkin, «film de la revolución destructora» (del comunismo) frente al suyo que lo era de la «revolución constructiva» (del fascismo).
Según el historiador del cine Roman Gubern, citado por Alberto Reig Tapia, el éxito de este film típico de propaganda se debió a que su estructura narrativa se fundamenta en «el maniqueísmo del wéstern y, más precisamente, del wéstern basado sobre el modelo de "fuerte asediado", lo que permite a Genina desarrollar la bipolaridad soldados/indios según un nuevo registro político: interior asfixiante/exterior potente, sacrificio/abuso sádico, orden y disciplina/desorden y anarquía, noble heroísmo/vulgaridad plebeya y martirio/tiranía. En el interior del Alcázar había centenares de rehenes civiles, pero Genina omite maliciosamente esta información esencial (ya que tales rehenes civiles impidieron ataques republicanos más drásticos) y unifica en una causa común a los militares y a los civiles, tanto a los voluntarios como a los rehenes, como si todos formasen parte de una gran familia política unida y asediada por un enemigo común».

## Redescubrimiento
Hasta 1990, se daba por perdido el negativo original y la película se conocía por la versión con la que fue reestrenada en los años 60, con numerosos cortes, realizados para acomodar el mensaje de la película a las circunstancias de apertura que se vivían en esos momentos. Pero fue encontrado y restaurado, aunque la película ha perdido algunos minutos de duración.

## Premios
- Festival de Venecia: Mejor película italiana. También fue elogiada por el futuro director de cine Michelangelo Antonioni.[1]